# Elisabeth Bik

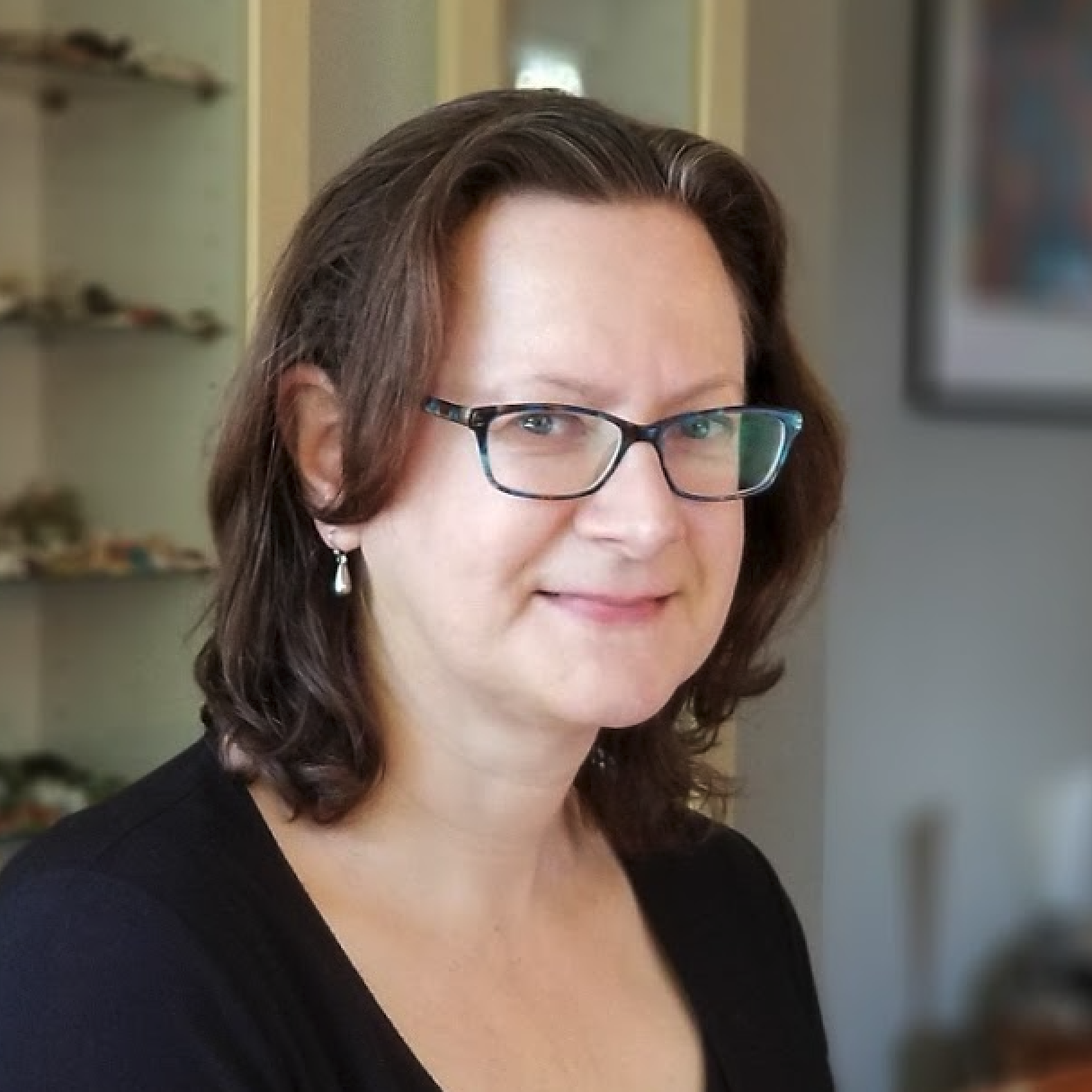
Elisabeth Bik.

Elisabeth Margaretha Harbers-Bik (1966) is een Nederlandse microbioloog en adviseur wetenschappelijke integriteit. Zij staat vooral bekend om haar werk beeldmanipulatie in wetenschappelijke literatuur aan te tonen. Ook is zij oprichtster van Microbiome Digest, een weblog over microbioom onderzoek en het Science Integrity Digest-blog.

## Loopbaan
Van 1990 tot 1991 was Bik postdoctoraal onderzoeker bij het Rijksinstituut voor Volksgezondheid en Milieu (RIVM) in Bilthoven op de afdeling moleculaire biologie. 
Als propedeuse deed zij tussen 1991 en 1995 bij dit instituut – vanuit de Universiteit Utrecht – onderzoek in de moleculaire biologie. Daar deed zij haar doctoraalexamen en vervolgens promoveerde. Haar proefschrift ging over het ontwikkelen van vaccins voor nieuwe klassen van vibrio cholerae, veroorzaker van cholera-epidemieën in India en Bangladesh.
Eveneens bij het RIVM deed zij een studie in 1996/1997 naar de moleculaire evolutie van epidemische Vibrio cholerae-stammen.
In het St. Antonius Ziekenhuis in Nieuwegein was zij van 1997 tot 2001 moleculair bioloog.
In 2001 verhuisde zij naar Californië om te gaan werken aan de Stanford-universiteit. Hier deed zij onderzoek naar onder andere mucosale microbiomen. Zij bevestigde dat de menselijke orale Microbiota verschillende geslachten bevat van de darmmicrobiota.
Ze verbleef in Californië tot 2016. In dat laatste jaar ontving zij de “Microbiome Pioneer Award”.
Ook werkte Bik in Stanford voor de Office of Naval Research. In dat project ging de studie om het microbioom van dolfijnen en zeeleeuwen in San Diego. Ze ontdekte dat hun microbioom verschilde van andere zoogdieren en werd beïnvloed door de zee waarin ze leefden.
Na haar universitaire studies en onderzoeken ging zij werken bij uBiome, een biotechnologisch bedrijf dat het menselijke microbioom sequentieerde. Daar was zij van 2016 tot 2018 (eind)redacteur. Daarna ging zij naar het medisch bedrijf Astarte Medical.
Vanaf 2019 is Bik wetenschappelijk consulent bij haar bedrijf Harbers Bik LLC.
Onder haar naam "Elies Bik" blogt zij niet-wetenschappelijke zaken.

## Detecties van manipulatie
In 2014 startte Bik de blog Microbiome Digest. Hierin gaf ze commentaren op recente wetenschappelijke artikelen. Het blog werd al snel een succes en Bik riep op Twitter de hulp in van collega’s om de inhoud te beheren.
Bik levert ook een actieve bijdrage aan Retraction Watch (een blog dat ingetrokken wetenschappelijke artikelen rapporteert) en PubPeer, een website waarop gebruikers wetenschappelijk onderzoek kunnen bespreken en beoordelen. Ze brengt wetenschappelijke artikelen onder de aandacht die vervalste, gedupliceerde en twijfelachtige gegevens bevatten, zoals western blot-afbeeldingen.
Samen met de Amerikaanse professoren Arturo Cassadevall en Ferric Fang publiceerde Bik een artikel in het mBio-magazine over de prevalentie van dubieuze praktijken in onderzochte wetenschappelijke artikelen. Ze had honderden artikelen gevonden met opzettelijke fotomanipulaties. Zij schatte dat de helft hiervan was gemaakt met de bedoeling te misleiden.
Bik is actief op Twitter, waar ze potentieel dubbele cijfers plaatst voor haar meer dan 60.000 Twitter-volgers (april 2020). Haar onderzoeken hebben in verschillende tijdschriften aanzienlijke hoeveelheden van wetenschappelijk wangedrag aan het licht gebracht. In 2019 kondigde Bik via Twitter aan dat ze een jaar vrij nam van haar betaalde werk om wetenschappelijk wangedrag te onderzoeken.
Een rapport van haar meldt: “Algemeen wordt verondersteld dat wetenschappers meer geneigd zijn tot het vervalsen en fabriceren van gegevens wanneer ze onder druk staan om te publiceren, wanneer ze niet worden beperkt door vormen van sociale controle, wanneer ze werken in landen die geen beleid hebben om wetenschappelijk wangedrag aan te pakken, en wanneer ze een man zijn.”
Uit haar analyse van 960 recente artikelen – gepubliceerd in het wetenschappelijk journaal Molecular and Cellular Biology – bleek dat 6,1% gedupliceerde afbeeldingen bevatte, waarvan later ongeveer 10% werd ingetrokken.
In februari 2020 meldde Science dat Bik had vastgesteld dat er meer dan vierhonderd gepubliceerde wetenschappelijke artikelen uit China in de afgelopen drie jaar, blijkbaar allemaal afkomstig waren uit dezelfde "papiermolen-fabriek" die een full-service productie van artikelen met een beschrijving van nep-onderzoek voor medische studenten op aanvraag leverde. Chinese studenten zeiden dat ze dat beeldmateriaal nodig hadden om een artikel gepubliceerd te krijgen. Dit ten behoeven van hun academische titel MD. Volgens Bik is dat onrealistisch.
In maart 2020 gaf Bik commentaar op de publicatie van de resultaten van een klinische proef door Didier Raoult over het effect van hydroxychloroquine tegen COVID-19. Zij identificeerde hier een belangenverstrengeling en bekritiseerde de methodologie van de studie.

## Prijzen
- In 2020 ontving Bik de Peter Wildy Prize van de Britse Microbiology Society voor onderwijs- en publiekscommunicatie over microbiologie.[21]
- In 2021 was Bik winnaar van de John Maddox-prijs voor het onthullen van wijdverbreide bedreigingen van de onderzoeksintegriteit in wetenschappelijke publicaties.[22]
- In 2021 won Bik de Ockham Award for Skeptical Activism van het Britse tijdschrift The Skeptic, voor haar onthullingen van fraude, fouten en plagiaat in wetenschappelijke publicaties.[23]
- In 2022 kreeg Bik de Chris Hawes Award for Outreach and Education van de Britse Royal Microscopical Society (RMS) toegekend, voor de manier waarop ze het algemene publiek betrekt bij haar speurtocht naar misleidende gemanipuleerde beelden in wetenschappelijke publicaties.[24]

## Publicaties
Publicaties waaraan Bik gewerkt heeft:
- 2006 - Moleculaire analyse van de bacteriële microbiota in de menselijke maag.[25]
- 2007 - Ontwikkeling van de menselijke darmflora van de baby.[26]
- 2007 - Biologische "donkere materie" ontleden met eencellige genetische analyse van zeldzame en onbewerkte TM7-microben uit de menselijke mond.[27]
- 2009 - Samenstelling en functie van de mens-geassocieerde microbiota.[28]
- 2010 - Bacteriële diversiteit in de mondholte van 10 gezonde individuen.[29]
- 2016 - De prevalentie van ongepaste beeldduplicatie in biomedische onderzoekspublicaties.[30]
- 2016 - De heerschappij, hoop en hypes van menselijk microbiologisch onderzoek.[31]
- 2017 - 16S rRNA-gensequentiebepaling en gezonde referentiebereiken voor 28 klinisch relevante microbiële taxa van het menselijke darmmicrobioom.[32]
- 2017 - Nieuwe microbiële diversiteit en functioneel potentieel van het orale microbioom in het mariene zoogdier.[33]
- 2017 - Microbiële biotransformaties in de menselijke distale darm.[34]
- 2018 - Testen van hypothesen op risicofactoren voor wetenschappelijk wangedrag via matched-control analyse van documenten met problematische beeldduplicaties.[35]
- 2018 - Zelfbemonstering voor testen op humaan papillomavirus: verhoogde deelname aan screening op baarmoederhalskanker en integratie in internationale screeningprogramma's.[36]

- DBLP: 243/5971
- International Standard Name Identifier: 0000 0003 9390 9485
- Nederlandse Thesaurus van Auteursnamen: 146235371
- ORCID: 0000-0001-5477-0324
- ResearcherID: A-1204-2007
- Système universitaire de documentation: 27097590X
- Virtual International Authority File: 288241589
- WorldCat: E39PBJkMK3qBfwmCQTP3ymQDv3